# البلابيش قبلي
قرية البلابيش قبلي هي إحدى القرى التابعة لمركز دار السلام بمحافظة سوهاج في جمهورية مصر العربية. حسب إحصاءات سنة 2006، بلغ إجمالي السكان في البلابيش قبلي 15129 نسمة، منهم 7419 رجل و7710 امرأة.